# ورنر هیلدنبرند
ورنر هیلدنبرند (انگلیسی: Werner Hildenbrand؛ زادهٔ ۲۵ مهٔ ۱۹۳۶) دانشمند در زمینه ریاضیات اهل آلمان است.